# 高塔玉米卷管螺
高塔玉米卷管螺（学名：Inquisitor angustus），是新腹足目卷管螺科玉米卷管螺属的一种。主要分布于韩国、台湾，常栖息在泥沙质海底。